# Ludwig Tieck
Johann Ludwig Tieck (Berlín, 31 de maig de 1773 - Berlín, 28 d'abril de 1853) fou un escriptor alemany del romanticisme.

## Biografia
Va estudiar història, filologia i literatura en les universitats de Halle (1792), Gotinga (1792-3 i 1793-4) i Erlangen (1793). De retorn a Berlín, va començar la seua carrera de narrador escrivint novel·les d'aventures en col·laboració amb l'il·lustrat Nicolai. La seua amistat des de la infància amb Wilhelm Heinrich Wackenroder i, a Jena, amb els germans Von Schlegel, Friedrich i August Wilhelm, i el seu tracte assidu amb el poeta Novalis, de qui va ser editor, amb els filòsofs Fichte i Schelling i amb els germans Bettina i Clemens Brentano, el van inclinar vers l'estètica del romanticisme, i de fet va cofundar amb els Schlegel la revista Das Athenäum, un dels principals impulsors del romanticisme alemany.
A partir de 1800, va residir successivament a Berlín, Dresden, Viena, Múnic i Praga. L'any 1805, va viatjar a Itàlia i s'hi va dedicar a investigar en la Biblioteca Vaticana a la recerca de manuscrits de literatura medieval alemanya. L'any 1817 va viatjar a Londres, on va estudiar Shakespeare, algunes de les obres del qual va traduir ajudant el seu amic, el filòleg August Wilhelm von Schlegel. Després, gairebé no va eixir de Dresden durant vint anys, dedicat en cos i ànima al teatre, com a última gran figura viva del romanticisme alemany, fins que el rei de Prússia va encarregar-li la direcció del Teatre Reial de Berlín l'any 1842. Ací va morir octogenari i ple d'honors el 28 d'abril de 1853.
La seva cunyada Maria Alberti també fou pintora.

## Obra
Va traduir en quatre volums el Quixot de Miguel de Cervantes (Berlín, 1799-1801) i va ajudar August Wilhelm von Schlegel amb la traducció de part del teatre de Shakespeare. Va editar cantigues amoroses d'un bon grapat de poetes medievals i les obres dels poetes alemanys Novalis i Kleist. Ell mateix va escriure poesia, narrativa curta i extensa, i bastant teatre.
Va destacar en la narrativa sobretot pels seus contes inspirats en el folklore tradicional alemany i les seues novel·les. Entre els primers, destaquen Eckbert el ros (1796) i La muntanya de les ruïnes (1802). La seua narrativa extensa es troba, al principi, molt influïda per Goethe i el corrent del Sturm und Drang, de manera que resulta ser de caràcter gòtic o fantàstic; en aquesta, sobreïxen la seua novel·la epistolar La història del senyor William Lowell (3 volums, 1795-1796), Vida de poeta (1826) i El jove ebenista (1836); posteriorment, més distanciat del romanticisme, va ser un dels primers a cultivar la novel·la històrica, amb obres com Der Tod des Dichters (La mort del poeta), 1833, sobre Luís de Camoens, o Vittoria Accorombona (1840), ambientada en la Itàlia del Renaixement.
En el camp del teatre, es van fer famoses les seues versions satíriques dels contes de fades, com la popular d'El gat amb botes (1797), i va fer a vegades exercicis metateatrals o del teatre dins del teatre en les seues comèdies satíriques Die verkehrte Welt (El món al revés), 1798, i Prinz Zebrino (El príncep Zebrino), 1799, en què s'exerceix la ironia romàntica. També va cultivar el drama històric romàntic, amb obres com Leben und Tod Der heiligen Genoveva (Vida i mort de santa Genoveva), 1800, i Kàiser Octavianus (L'emperador Octavià), 1804.

## Obres

### Novel·la
- William Lovell (1793-96).
- Der Blonde Eckbert (Eckbert, el ros), 1796,
- Franz Sternbalds Wanderungen (Excursions de Franz Sternbald), 1798.
- Der Tod des Dichters (La mort del poeta), 1833. Novel·la històrica.
- Des Lebens überfluss (Profusió de vida), 1839. Novel·la històrica.
- Vittoria Accorombona (1840). Novel·la històrica.

### Narrativa curta
- Phantasus (1812-16), col·lecció de contes.

### Teatre
- Fortunat (1816) comèdia
- Leben und Tod Der heiligen Genoveva (Vida i mort de santa Genoveva), 1800, drama.
- Kaiser Octavianus (L'emperador Octavià), 1804, drama.
- Der gestiefelte Kater (El gat amb botes), 1797, comèdia satírica.
- Die verkehrte Welt (El món al revés), 1798, comèdia satírica.
- Prinz Zebrino (El príncep Zebrino), 1799, comèdia satírica.